# 布萊爾鎮區 (伊利諾伊州克萊頓)
布萊爾鎮區（英語：Blair Township）是位於美國伊利諾伊州克萊縣的一個行政鎮區。

## 地方資料
根據2010年美國人口普查的數據，布萊爾鎮區的面積為93.80平方千米，當中陸地面積為93.80平方千米，而水域面積為0.00平方千米。當地共有人口606人，而人口密度為每平方千米6.46人。